# Джафарова, Светлана Исмаиловна
Светла́на Исмаи́ловна Джафа́рова (туркм. Swetlana Jafarowa; 14 сентября 1938, Ашхабад, Туркменская ССР — 13 января 2006, Ашхабад, Туркменистан) — туркменская танцовщица, хореограф, преподаватель. Народная артистка Туркменистана (1993).

## Биография
В 1955 году принята в балетную труппу Туркменской государственной филармонии, с которой выступала до 1988 года.
В 1968 году поступила на филологический факультет Туркменского государственного университета по специальности — преподаватель русского языка и литературы. Окончила его в 1975 году.
С 1988 по 1991 — ведущая артистка балета Туркменского государственного ансамбля народного танца.
С 1991 по 1994 — главный хореограф танцевального ансамбля «Менгли» Туркменской государственной филармонии.
С 1994 года являлась художественным руководителем танцевального ансамбля «Менгли» Туркменской государственной филармонии (с 2001 года — Национального культурного центра Туркменистана).

## Награды и звания
- Народная артистка Туркменистана (1993)
- Медаль Туркменистана «За любовь к Отечеству» (1995; 2016[2], посмертно)

## Смерть
По официальной версии, Светлана Джафарова «скоропостижно скончалась». В местных газетах был опубликован некролог, подписанный Президентом Туркменистана Сапармурадом Ниязовым, Председателем Меджлиса Туркменистана Овезгельды Атаевым и пятью действующими заместителями Председателя Кабинета министров Туркменистана.
По неофициальной версии, она была убита в подъезде собственного дома в Ашхабаде в результате разбойного нападения. Подробности трагедии остались нераскрытыми.